# Домброва (гміна Томашув-Мазовецький)
Домброва (пол. Dąbrowa) — село в Польщі, у гміні Томашув-Мазовецький Томашовського повіту Лодзинського воєводства.
Населення — 220 осіб (2011).
У 1975-1998 роках село належало до Пйотрковського воєводства.

## Демографія
Демографічна структура станом на 31 березня 2011 року:
|          | Загалом | Допрацездатний вік | Працездатний вік | Постпрацездатний вік |
| -------- | ------- | ------------------ | ---------------- | -------------------- |
| Чоловіки | 100     | 25                 | 68               | 7                    |
| Жінки    | 120     | 36                 | 68               | 16                   |
| Разом    | 220     | 61                 | 136              | 23                   |